# Salabka (usedlost)
Salabka je viniční usedlost v Praze 7 Troji v ulici K Bohnicím. Je chráněna jako kulturní památka České republiky. Je jedinou pražskou viniční usedlostí, která plní svou původní funkci.

## Historie
Usedlost je zřejmě nejstarší dochovanou v Troji, některé její stavební části pocházejí z přelomu 16. a 17. století. Průjezd ve dvoutraktové patrové obytné budově má klenbu zčásti valenou a zčásti segmentovou. Původně byla obytná budova buď jednopodlažní nebo s roubeným patrem. Místnost v přízemí jižního traktu obsahuje dochovanou klenutou stlačenou valenou klenbu s párem výsečí. Dlažba je z buližníku a křemencových valounů.
Počátkem 19. století byla postavena patrová zděná sýpka. Její strop je trámový s portálkem. Později byla z místní břidlice přistavěna podsklepená stodola. Usedlost byla velmi rozlehlá, složená z pěti objektů. Kromě zmíněných staveb zde byl ještě chlév a prasečák. Kolem roku 1900 byly budovy přestavěny a obydlí rozšířeno severním směrem. Vzniklo patro a krov.

### Majitelé
Známým majitelem usedlosti byl Jan Kašpar Salaba, po kterém nese vinice s usedlostí jméno. V polovině 19. století bylo jejím vlastníkem pražské purkrabství a po jeho zrušení přešla pod správu zemských statků. Po roce 1945 byla ve správě Státního statku hl. m. Prahy, po roce 1989 přešla do soukromých rukou.